# Цветок в пыли
«Цветок в пыли» (хинди धूल का फूल, Dhool Ka Phool) — индийский фильм на языке хинди, вышедший в прокат в мае 1959 года. Режиссёрский дебют Яша Чопры. Сюжет повествует о незаконорождённом индуистском ребёнке, выращенном мусульманином. Фильм собрал в прокате 1 крор, став четвёртым по величине сборов в Болливуде и получив статус «хит». Музыка из фильма остаётся популярной по сей день. Фильм был выпущен в прокат в СССР в июне 1965 года, за первый год демонстрации в кинотеатрах его посмотрели 49,25 млн. зрителей (в среднем на одну серию фильма)

## Сюжет
Студенты колледжа Мина и Махеш любили друг друга, но юноша женился на девушке, выбранной его отцом. Он отказывается от ребёнка, которого рожает Мина. Девушка оставляет ребёнка в лесу, где его находит мусульманин Абдул Рашид. Он забирает ребёнка себе и даёт ему имя Рохан.
Мина находит работу секретаря у адвоката и вскоре выходит замуж за своего начальника. Махеш становится судьей, его жена также рожает ему сына, которого называют Рамеш. Рамеш и Рохан встречаются в школе и становятся друзьями. Однако Рамеш погибает, сбитый машиной. Убитый горем, Рохан оказывается втянут в кражу чужого имущества. Судьей по его делу становится его отец Махеш, а адвокатом — муж его матери.

## В ролях
- Мала Синха[англ.] — Мина Кхосла
- Раджендра Кумар[англ.] — Махеш Капур
- Нанда — Малти Рай / Малти Капур
- Ашок Кумар — адвокат Джагдиш Чандра
- Манмохан Кришна — Абдул Рашид
- Лила Читнис[англ.] — Гангу Дай, служанка Мины
- Дейзи Ирани[англ.] — Рамеш, сын Малти
- Сушил Кумар — Рохан, сын Мины
- Р. П. Капур — мистер Рай, отец Малти
- Мохан Чотти — Джаггу
- Джагдиш Радж — прокурор
- Дживан[англ.] — дядя Мины
- Мехмуд[англ.] — конферансье

## Производство
До начала съёмок «Цветка в пыли» Яш Чопра работал ассистентом режиссёра у своего брата Б. Р. Чопры. Режиссёрское кресло своего первого фильма он должен был разделить с другим ассистентом брата, О. П. Беди, но тот покинул B R Films.
В качестве натуры для съёмок использовались Национальная академия обороны Индии, Университет Пуны и Aarey Milk Colony.
Цензоры попросили Яша Чопру удалить сцену, в которой герои падают друг на друга при столкновении велосипедов. Другие любовные сцены не вызвали протеста.

## Саундтрек
Все тексты написаны Сахиром Лудхианви, вся музыка написана Н. Даттой.
| №  | Название                             | Исполнители                         | Длительность |
| -- | ------------------------------------ | ----------------------------------- | ------------ |
| 1. | «Apni Khatir Jeena Hai»              | Махендра Капур, Судха Малхотра, хор |              |
| 2. | «Daman Mein Daag Laga Baithe»        | Мохаммед Рафи                       |              |
| 3. | «Jhukti Ghata Gaati Hawa»            | Аша Бхосле, Махендра Капур          |              |
| 4. | «Jo Tum Muskura Do»                  | Аша Бхосле, Махендра Капур          |              |
| 5. | «Kase Kahoon Man Ki Baat»            | Судха Малхотра                      |              |
| 6. | «Tere Pyaar Ka Aasra Chaahta Hoon»   | Лата Мангешкар, Махендра Капур      |              |
| 7. | «Tu Hindu Banega Na Musalman Banega» | Мохаммед Рафи                       |              |
| 8. | «Tu Mere Pyar Ka Phool Hai»          | Лата Мангешкар                      |              |
| 9. | «Title Music» (Инструментальная)     | —                                   |              |

Песня «Tu Hindu Banega Na Musalman Banega» (рус. Будь ты индус иль мусульманин) на годы опередила призыв индийских секуляристов к спасению страны из оков кастового, религиозного и социального неравенства.

## Награды
Filmfare Awards
- «Лучшая мужская роль второго плана» — Манмохан Кришна[8]
- номинация «Лучшая женская роль» — Мала Синха
- номинация «Лучшая лирика» — Сахир Лудхианви
- номинация «Лучший сюжет» — Мухрам Шарма